# Benedito Azêdo
Benedito de Jesus Azêdo (* 17. Februar 1934 in Parintins; † 31. Juli 2020 in Manaus) war ein brasilianischer Rechtsanwalt und Journalist.

## Werdegang
Er war von 1973 bis 1976 Präfekt der Stadt Parintins (Amazonas). Während seiner Amtszeit wurde das Stadtviertel Palmares errichtet, in dem Zuwanderer aus dem Landesinneren angesiedelt wurden, sowie der Fischmarkt. Später war er Generalstaatsanwalt des Staates Amazonas.
Nach ihm wurde 2009 die Praça Benedito Azêdo im Stadtteil Palmares von Parintins benannt.